# 山中善夫
山中善夫（やまなか よしお、1944年3月28日-）は、日本の弁護士。元日弁連副会長。北海道大学法科大学院教授、北海道弁護士会連合会会長、札幌弁護士会会長等を歴任。弁護士として在宅投票廃止違憲訴訟，栗山クロム禍訴訟などの重要事件を担当。

## 来歴
- 木更津高等学校を経て東京大学に入学。法学部在学中に司法試験に合格。
- 1969年 － 弁護士登録（東京弁護士会）
- 1970年 － 札幌弁護士会に登録換え
- 現在 － 山中善夫法律事務所